# الأمور بخواتمها
كل شيء بخير إذا انتهى بخير (بالإنجليزية: All's Well That Ends Well)‏ هي مسرحية ساخرة لشكسبير، وكثيراً ما تعتبر من مسرحياته التي أثارت جدلاً، وذلك لأن مثل هذه المسرحيات لم يُستطع تصنيفها كمسرحية مأساوية أم ساخرة «كوميدية» وأغلب الظن أنها كتبت في النصف الأخير من حياة شكسبير المهنية، فيما بين 1601و 1608 وهي إحدى مسرحيات شكسبير الأقل تأدية على المسارح.

## وصلات خارجية
- نسخة مترجمة لمسرحية العبرة بالخواتيم من قبل مؤسسة هنداوي للتعليم والثقافة